# Littératie informationnelle
La littératie informationnelle (au Québec, on privilégie plutôt les termes compétence informationnelle, culture de l’information ou encore maîtrise de l’information aux termes littératie de l’information et littératie informationnelle qui sont des calques du terme anglais information literacy) est une branche de la littératie définie comme celle qui « englobe la connaissance de ses préoccupations et de ses besoins en matière d’information, ainsi que sa capacité à identifier, localiser, évaluer, organiser et créer, utiliser et communiquer efficacement des informations pour résoudre les problèmes qui se posent ». Cette définition est établie en 2003 par un rassemblement multinational de l’UNESCO, organisé par « The US National Commission on Library and Information Science and National Forum on Information Literacy ». 

## Historique
Le concept de littératie informationnelle apparaît aux États-Unis en 1970, dans le domaine de la bibliothéconomie et dans le contexte des réformes de l’éducation.
Dans les années 1980, avec l’avènement de l’informatique personnelle, le concept de la littératie informationnelle est utilisé pour décrire l'écart entre deux types d'individus : ceux capables de manipuler efficacement ces technologies pour traiter, stocker ou transmettre des informations et ceux qui ne le peuvent pas. Ce concept commence donc à entrer en concurrence avec d’autres, tels que la littératie numérique (digital literacy) ou la littératie informatique (computer literacy), et à être utilisé non seulement par les bibliothécaires, mais également par les porte-paroles du secteur, les éducateurs et les chercheurs en communication.
Mais ce n’est qu’en 1989 que le terme « littératie informationnelle » est créé et adopté par l’American Library Association. Il est tout d'abord décrit comme un ensemble de compétences permettant d’identifier les besoins d’information et de localiser, évaluer et utiliser les informations pour la résolution de problèmes ou la prise de décision. Même si le concept fait largement référence aux environnements de travail impliquant des ressources d’informations, son application initiale se limite essentiellement aux bibliothèques ou aux initiatives du secteur privé, telles que les banques de données et les éditeurs.
Dans le domaine des affaires, la gestion de l’information devient un sujet important avec l’avènement des technologies de l’information. Cependant, dans ce contexte, le premier centre d’information se limite souvent à la gestion des données. Avec le développement des technologies de l'information en réseau multimédia, les exigences en matière de compétences en information traditionnelles (sélection, interprétation ou synthèse) s’étendent à un éventail plus large de données organisées dans des systèmes conçus pour masquer des indices de sa structure ou de son contexte de production. Graduellement, à l'intérieur et à l'extérieur des bibliothèques, l'accent passe des contenus spécifiques basés sur du texte à diverses sources.
La littératie informationnelle évolue également au-delà des questions d'accès, de gestion ou de transmission de l'information, pour inclure les compétences en création du contenu. Peu à peu, après avoir été en mesure d’utiliser divers systèmes d’information existants, les utilisateurs connaissant bien l’information sont définis comme étant capables de s’adapter à l’évolution de leur environnement d’information. Considérant la littératie informationnelle comme un ensemble de compétences de survie alimentant un processus d'apprentissage tout au long de la vie, certains auteurs soulignent la nécessité de lier la littératie informationnelle à la compréhension, au sens et au contexte (d'apprentissage).
Plus généralement, les analystes des médias de masse commencent à utiliser ce concept également pour indiquer la capacité des gens à se libérer des discours institutionnalisés des médias de masse.
En résumé, l'évolution de l'utilisation du concept suggère une transition des capacités procédurales dans des contextes spécifiques (tels que les bibliothèques) vers des compétences plus générales et adaptatives et vers la participation sociale ou la citoyenneté.

## Littératie informationnelle et compétences
Être compétent dans le domaine informationnel requiert toute une série de compétences et d’aptitudes. Toutefois, la nature de ces compétences est encore sujette à débat parmi les scientifiques. Certains pensent que les programmes de littératie de l’information ne devraient pas enseigner des compétences, mais devraient plutôt promouvoir un processus généralisé d’apprentissage, afin de permettre à l'individu de choisir, rechercher et manipuler du contenu. En d’autres termes, la littératie de l'information devrait développer l'esprit critique. 
Peter S. Brouwer distingue cinq composantes qui forment les compétences requises pour maîtriser la littératie informationnelle (pour être information literate). Selon lui, il faut être capable de distinguer les informations des savoirs; de poser des questions clés; d'évaluer l’utilité, la temporalité, l’exactitude et l’intégrité de l’information; de ne pas se contenter des six premières réponses lorsqu’on fait une recherche; et enfin de questionner et de vérifier l’information fournie par les outils.
Cette proposition d'ensemble de compétences peut être opposée à celle formulée par Bernard Rey, qui n’en compte que quatre. Il faut ici être capable de s’adapter efficacement à une situation inédite liée à l'information et la technologie; de se connecter à la personnalité et à l’histoire d’une personne; d'observer les effets à travers une activité; et enfin de dépasser la simple possession de connaissances pour inclure la capacité d’agir dans des situations inédites.
En 2010, Alexander van Deursen et Jan van Dijk, professeurs néerlandais, observent trois niveaux de complexité des compétences. D'abord, il y a les compétences opérationnelles, qui consistent à savoir utiliser les commandes, menus et boutons rencontrés dans la vie quotidienne. Ensuite, les compétences formelles, qui correspondent à l’interaction avec le web et à la compréhension des formats qui lui sont spécifiques. Enfin, les compétences stratégiques, qui correspondent à l'utilisation correcte des médias numériques pour servir des objectifs personnels ou professionnels.[réf. nécessaire]
En 2012, Bernard Rey, Vincent Carette, Anne Defrance et Sabine Kahn reprennent ce triple modèle et le modifient: les compétences opérationnelles correspondent, selon eux, à la capacité d’exécuter une action en réponse à un signal préétabli ; les compétences formelles sont l’aptitude de choisir, parmi les procédures que l’on connaît, celle qui convient à une situation ou à une tâche non connue; et enfin les compétences stratégiques se caractérisent par la capacité de savoir, parmi les procédures qu’on connaît, choisir et combiner celles qui conviennent à une situation ou à une tâche non connue ou complexe.
[Lesquels ?]D'autres, pensent qu’il ne suffit pas de posséder des aptitudes déterminées pour être information literate, mais qu'il s’agirait plutôt de savoir maîtriser l’information dans notre environnement. Il existerait alors une relation entre la pratique et les compétences, la pratique étant ici la capacité d’utiliser un matériel et des ressources sociales de manière pertinente dans de nouvelles situations, en fonction des connaissances et aptitudes de chacun.[réf. nécessaire]
La littératie informationnelle peut donc être interprétée de deux manières : comme un ensemble de compétences, mais aussi comme un ensemble de situations pratiques.

## Littératie informationnelle et culture

### Notion de culture
Le terme culture est polysémique: en 1952, Alfred Louis Kroeber et Clyde Kluckohn recensent plus de 200 définitions différentes la concernant. En effet, beaucoup de disciplines (la linguistique, la sociologie, l’anthropologie, la philosophie ou encore la psychologie) donnent des points de vue variés sur ce qui la caractérise. Sa conception est généralement tiraillée entre individuel et collectif, universalisme et différentialisme, normatif et descriptif, micro (influence d’un système sur un individu) ou macro (système de valeurs, de droits, d’échanges). Certains chercheurs traitent la notion de culture comme un outil et un contenu, en prenant en compte ses usages et ses pratiques au service du développement d’un individu.

### Notion d'information
L’information n'existe que dans le cadre d’un processus de sélection, d’appropriation et de réajustement par la personne qui y est exposée. Lorsque la notion d’information se lie à celle de la communication, il faut prendre en compte les pratiques, le canal et le contenu dans lesquels elle est diffusée. Les objets de l’information sont ainsi considérés, dans leur cheminement comprenant les interventions humaines ou sociales, dans les transmissions de contenu.
Simon Nora et Alain Minc introduisent l’expression « société de l’information » en 1978, et de ce concept émerge celui de culture de l’information. Ces auteurs présentent l’information comme une matière première susceptible de permettre un nouvel essor économique à des sociétés industrielles essoufflées. La notion d’information est ainsi considérée comme valeur économique de développement et non en tant que valeur culturelle.

### Culture informationnelle
L'association des termes culture et information apparaît dans les pays anglo-saxons dans les années 1980 (information literacy) et en France en 1995. La culture informationnelle est un terme qui désigne la formation à l'information. Elle comprend dès lors plusieurs savoirs nécessaires à une personne info-lettrée, dont le lien entre l’apprentissage, l’information et « l’apprendre à apprendre » ou la volonté de développer des compétences dans l'information. Dans une optique de volonté d'enrichissement conceptuel, le concept prend en compte le caractère social et culturel de l'information. On parle également de cultures de l'information au pluriel pour souligner la diversité des pratiques (formelles et informelles) et des contextes dans lesquels s'ancrent ces pratiques.
Cette thématique émergente suscite l'intérêt des chercheurs dans différents domaines et reste encore ouverte à la réflexion, notamment à propos des référents théoriques et des méthodes employées pour son étude. La polysémie et la complexité du concept laissent ouvertes les pistes de recherche sur sa définition, sa délimitation et son contenu. Les réflexions autour de la culture informationnelle permettent de dégager deux catégories de définition : celles axées sur l’opératoire, qui listent les savoirs et les compétences à acquérir, et celles axées sur le conceptuel, qui sont construites autour des différentes conceptions de la culture. Deux pratiques peuvent également être observées en culture informationnelle. La première est normative, et est induite par les dispositifs ; la seconde est individuelle, et cible les capacités à répondre à des besoins documentaires et informationnels.

#### Culture de synthèse
En 1998, Claude Baltz propose une forme de « culture de synthèse». Il distingue culture informationnelle et culture de l’information. Il qualifie la première de culture communicationnelle afin de mettre en avant la synthèse nécessaire à la définition d’un concept englobant culture des médias et cyberculture. Quant à la seconde, il la considère comme une « culture-métier ».

#### Compétences
Brigitte Juanals a approfondi la notion de culture de l’information en 2003. Elle présente trois niveaux de compétences progressifs: la maîtrise de l’accès à l’information, la culture de l’accès de l’information et la culture de l’information. Le premier niveau cible l’utilisation efficace et critique de l’information, le second désigne l’utilisation raisonnée de l’information en allant jusqu’à la production de savoirs, et le troisième s’étend à l’intégration de l’information dans les usages sociaux.
Selon Brigitte Simmonot, les compétences que met en avant la notion de culture de l’information semblent être enracinées dans les pratiques professionnelles et sociales et les modes de vie d’une population. Le concept de culture permet de dépasser les compétences individuelles afin de cibler l’« agir social ». En allant au-delà d’une « culture-métier » de l’information, la culture informationnelle aide à sortir d’une vision positiviste de l’information, celle d’une information-objet éphémère et utilitaire à court terme, pour arriver à un questionnement sur la manière dont sont obtenues ces informations.

#### Enjeux
La littératie informationnelle est porteuse d’enjeux, notamment théoriques, la pensée critique étant l’enjeu fondamental. Elle souligne l'importance des rôles des outils et des supports de mémoire, ainsi que des rapports entre médias et techniques. Le développement d'une meilleure compréhension, d’une pensée, de pratiques, d’explications, semble essentiel pour l’orientation des TIC (Technologies de l'Information et de la Communication) et de leurs usages. On parle alors d’approche « micro », pour la compréhension du fonctionnement d’une technologie et son utilisation, d'approche « macro », pour la place des techniques dans un système éducatif, et d'approche « méso », dans le cas des nouveautés qui vont modifier certains aspects de l’apprentissage ou d’un usage. 
Un deuxième enjeu reprend les finalités assignées à la culture informationnelle. À nouveau, le cadre reste flou quant aux valeurs et objectifs pédagogiques attribués à une formation en information. Deux grandes orientations opposées apparaissent pour orienter la culture informationnelle : la première est l’adaptation à la société de l’information et la seconde est l’adaptation aux nouvelles compétences de la performance généralisée.

#### Enseigner la culture informationnelle
Déconstruisant le concept d'enfants du numérique ("digital natives"), selon lequel les jeunes générations seraient dotées de compétences en lien avec l'outil numérique parce que nées dans un monde numérique, Anne Cordier décrit des adolescents qui ne sont pas toujours à l’aise avec Internet. Socialement perçus comme des spécialistes, ces jeunes supposément "connectés" n’osent pas avouer leurs difficultés à appréhender cet outil et le flou conceptuel qui l'entoure. Anne Cordier alerte quant au risque de démission pédagogique : lorsque les enseignants estiment que les élèves savent utiliser cet outil et leur donnent des travaux de recherche à réaliser, certains élèves se retrouvent en difficulté. Plutôt que de partir du présupposé selon lequel les élèves ont des compétences numériques, il s’agit de les aider à les construire et à acquérir une culture du numérique et de l'information. Vincent Liquète et Anne Cordier relèvent un déplacement de la fracture numérique, qui séparait d'abord ceux qui ont accès à Internet de ceux qui n'y ont pas accès, et sépare aujourd'hui ceux qui savent s'approprier l'information de ceux qui ne le savent pas. Un enseignement apparaît donc comme nécessaire, et est en France incarné aujourd'hui par l'Education aux Médias et à l'Information à l’École.
À l'entrée dans les études supérieures, l'absence d'enseignement des compétences informationnelles nécessaires désavantage également certains étudiants. Anne Cordier montre que les nouveaux étudiants doivent entreprendre un processus d'affiliation à la culture informationnelle de référence. Cette culture informationnelle est exigée dans les études supérieures mais reste implicite, non verbalisée, les enseignants supposant que les compétences info-documentaires sont acquises. Les étudiants doivent de fait trouver seuls les pratiques informationnelles qui permettront leur réussite académique. L'une des pratiques de ces étudiants pour réduire la difficulté de l'acculturation informelle est de recourir aux outils utilisés dans le cadre de leurs pratiques non formelles, à commencer par YouTube et les réseaux sociaux numériques. Ils concilient ainsi exigences académiques et habitudes informationnelles informelles. De même, Karine Aillerie et Sarah McNicol montrent que les jeunes utilisent les réseaux sociaux numériques pour s'informer et organiser le travail collaboratif. Pour ces chercheuses, l’École court le risque de voir les inégalités de compétences numériques augmenter si elle continue d'ignorer les pratiques réelles des jeunes et notamment leur utilisation des réseaux sociaux numériques.
Au Québec, il n’existe aucun cours spécifique pour l’enseignement des compétences informationnelles au primaire et au secondaire, c’est donc aux bibliothécaires et aux documentalistes que revient cette responsabilité. Ceux-ci doivent aider les élèves et les étudiants à développer leurs compétences informationnelles, mais aussi à devenir des citoyens numériques responsables, développer leur esprit critique, participer au développement de l’intelligence collective et mieux comprendre l’apport des différents outils dans la recherche d’information.
Dans les écoles secondaires, les techniciens en documentation sont responsables de la formation des élèves aux compétences informationnelles. Toutefois, dans les bibliothèques scolaires primaires, puisque les bibliothécaires sont responsables d’une vingtaine d’écoles, parfois davantage, il ne leur est pas possible de former eux-mêmes tous les élèves ; ils servent donc plutôt de conseillers aux enseignants dans l’enseignement des compétences informationnelles. Afin d’aider et d’encadrer le personnel en bibliothèque scolaire dans leur soutien aux enseignants, le Comité des compétences informationnelles en bibliothèque scolaire de l’Association pour la promotion des services documentaires scolaires (APSDS) a publié le Continuum pour le développement des compétences informationnelles en bibliothèque scolaire. Cette ressource, disponible en ligne, présente les quatre étapes du processus de recherche :
Planifier
- Construire un plan de travail.
- Définir son besoin d’information.
- Sélectionner des mots-clés.

Chercher
- Se repérer en bibliothèque.
- Construire une requête de recherche.
- Utiliser les outils de repérage.

Analyser
- Développer sa pensée critique.
- Analyser la fiabilité des sources.
- Évaluer la pertinence des sources.

Utiliser
- Noter les informations pertinentes.
- Les utiliser de manière structurée.
- Les utiliser de façon éthique.
- Comprendre le droit d’auteur[14].

Le Continuum propose des exemples d’apprentissage pour chacune de ces étapes adaptés aux élèves selon leur niveau et cycle d’étude, de la maternelle jusqu’à la cinquième secondaire. On peut donc, par exemple, expliquer aux plus jeunes comment repérer les livres susceptibles de les intéresser et dans quelle section les chercher sur les rayons ; alors que les élèves du troisième cycle peuvent pour leur part apprendre à « faire des recherches plus efficaces et analyser la fiabilité des informations trouvées ».  Ces compétences leur seront également très utiles tout au long de leur vie en leur permettant de poursuivre leurs apprentissages de manière plus autonome, et leur procureront un net avantage s’ils entreprennent des études post-secondaires puisqu’une bonne maîtrise des compétences informationnelles est essentielle à la réussite des études supérieures.
Puisque les étudiants universitaires seront amenés à jouer un rôle important dans la production de savoirs, des ressources ont également été créés pour encadrer le développement des compétences informationnelles en milieu universitaire en se basant sur la Norme sur les compétences informationnelles dans l’enseignement supérieur en français. Ces outils, créés par des bibliothécaires et des associations œuvrant dans le milieu de l’enseignement supérieur, permettent d’établir des objectifs d’apprentissage qui guident les facultés, les départements et le corps professoral dans le développement des compétences informationnels au sein des différents programmes d’études selon les besoins qui leur sont spécifiques. Les bibliothécaires proposent des séances de formation afin de développer les compétences informationnelles des étudiants, mais certains programmes intègrent également l’apprentissage de ces connaissances à leurs cours. Les programmes d’enseignement, à titre d’exemple, ont des besoins particuliers en matière de formation aux compétences informationnelles puisque les futurs enseignants devront à leur tour inculquer ces compétences à leurs élèves.
Le Référentiel de compétences informationnelles en enseignement supérieur de l’Université du Québec dresse la liste des compétences que les étudiants aux études supérieures doivent développer, en voici quelques exemples :
- Rechercher efficacement l’information dans les différents outils tels que les moteurs de recherche et les bases de données documentaires en identifiant les bons mots-clés et en utilisant des vocabulaires contrôlés au besoin ; consulter des bibliothécaires, des chercheurs et professionnels du domaine si nécessaire.
- Juger de la pertinence des sources selon la nature de leur recherche ; porter un jugement critique sur l’information trouvée en évaluant sa crédibilité (telles que le type de publication, les antécédents de l’auteur, sa renommée, etc.) et distinguer les différents courants de pensée dans leur domaine d’étude.
- Identifier les différents points de vue au sein des sources d’information, arriver à les synthétiser et en tirer des conclusions tout en reconnaissant ses propres limites.
- Comprendre la valeur de l’information et l’usage qui peut en découler  telle que l’importance de l’accès à l’information, la protection des données personnelles et de la vie privée, le respect des droits de propriété intellectuelle et la citation adéquate des sources.
- Collaborer avec les autres chercheurs afin de faire progresser la recherche[19].

## Littératie informationnelle et société
Si  certaines écoles[Lesquelles ?] pensent que la littératie informationnelle doit se tenir éloignée de la société qu’elle étudie et se comporter uniquement comme un observateur extérieur, d’autres[Lesquelles ?] estiment cependant qu’elle fait partie intégrante de la société et, qu'à ce titre, elle a le devoir de la protéger en opérant une influence sur les gouvernements, par exemple à travers la législation en matière de moyens de communications technologiques. Dans un cas comme dans l'autre, de nombreux auteurs s'accordent à dire que la littératie informationnelle joue ou doit jouer un rôle sociétal[réf. nécessaire].  
Selon les auteurs Sonia Livingstone, Nancy Thumim et Elisabeth Van Couvering, ce rôle sociétal existe, car la littératie informationnelle peut influer sur l'individu en société autour de trois axes: les axes démocratique, économique et d’apprentissage. Elle devrait ainsi permettre au citoyen une participation à la démocratie et donc une citoyenneté active. Elle doit également lui permettre de connaître l’économie et de comprendre la compétitivité et les choix qui s’offrent à lui sur le marché économique. Enfin, la littératie informationnelle doit favoriser un apprentissage ininterrompu, une expression culturelle et un accomplissement personnel du sujet. 
Sheila Webber et Bill Johnston estiment également qu'elle tient un rôle particulièrement important au niveau du parcours de vie des individus et montre ainsi la place de la littératie dans le parcours individuel. Bill Johnston affirme d’ailleurs la nécessité de la littératie et, plus précisément, de la littératie informationnelle, au sein d’une société évolutive. Il est également intéressant de s’attarder sur les questions d’accès au sein de la société. Les auteurs s’accordent à ce sujet pour dire qu’il y a de véritables disparités quant aux accès. Enfin si l’on a défini l’importance de la littératie informationnelle au sein de la société, il faut également définir sa place par rapport à la société. 
Une étude menée par Jamie Cleland et Geoff Walton en 2017 indique pourtant que la littératie informationnelle, telle qu'enseignée dans les études supérieures, n'atteint pas son objectif d'autonomisation de l'individu. Dans la conclusion de cette expérience, les auteurs suggèrent que son utilisation dans des domaines non-académiques (par exemple dans la vie quotidienne ou dans l'enseignement obligatoire) serait plus efficace et permettrait de remplir les objectifs sociétaux qui lui ont été attribués.

## Translittératie
La littératie informationnelle coexiste avec d'autres types de littératie (numérique, médiatique...). En réponse aux querelles qui ont longtemps opposé les différentes littératies entre elles, la translittératie (transliteracy) est apparue comme une solution. Elle propose de regrouper toutes les littératies dans un projet commun à la seule condition d’opérer de réelles avancées.
La translittératie n’est pas très éloignée de la vision initiale de la digital literacy proposée par Paul Glister en 1997, à ceci près qu’elle adopte une vision englobante, et donc également surplombante, des littératies. Elle ne les remplace pas, mais elle les contient. Elle peut être définie par les mots-clefs « accès, compréhension-évaluation, création ». Son récent développement correspond au besoin de convergence et à la nécessité de réunir ces jeunes concepts pour tenter de mettre en place une formation de qualité. Elle repose sur un principe qui vise l’efficacité car il s’agit « d’accéder, puis d’évaluer et de comprendre et enfin d’utiliser les médias et l’information dans une série de contextes différents. »
La question, au-delà du rassemblement des forces, est celle de la capacité à se concentrer durablement sur un support, pour faire face à d’éventuels obstacles cognitifs. Il s’agit donc de privilégier une attention soutenue et réfléchie face à la tendance à négliger le document pour des usages plus ludiques. Il est possible de distinguer quatre pôles de base sur lesquels mettre en place une formation commune : l’attention, l’évaluation de l’information, la participation et l’accès libre.
Un autre modèle proche émerge, celui de la metaliteracy. Au cours des années 1990-2000 sont apparus de nombreux modèles théoriques de la recherche d’information, ayant pour but d’en modéliser les processus. Ils ont pour la plupart servi de bases référentielles dans des contextes d’apprentissage afin de jalonner les étapes du travail de recherche d'information. Ces dernières années ont vu émerger la question de la rénovation des modèles prescriptifs ; la principale critique à leur égard est leur manque de flexibilité face aux nouvelles pratiques, puisqu’ils n’en tiennent pas compte. T. P. Mackey, spécialiste des apprentissages à distance et T. E. Jacobson, bibliothécaire, utilisent la notion de metaliteracy dans le cadre d’une étude universitaire. Globalement la metaliteracy permet de répondre aux transformations de l’environnement médiatique et des pratiques des usagers pour adapter les modalités de formation à l’Université. Leur objectif est de former les étudiants à comprendre leurs démarches de recherche d’information et non de les former à la recherche en tant que telle. Il s’agit d’un outil qui a une large visée pédagogique puisqu’il forme enseignants et étudiants à aborder l’information de manière critique par rapport aux développements sociotechniques. Cette modélisation met en évidence une démarche qui ne se limite pas à l’intégration de compétences dans le cadre de formations ponctuelles.  Elle tente au contraire de s’inscrire dans un processus de formation globale tout au long des cursus universitaires.

### Transversalité
La transversalité peut être en lien avec la translittératie car elles poursuivent des buts communs. Il faut cependant préciser que la transversalité peut être conçue « à travers » des activités de compétence médiatique (lecture et écriture, lecture et navigation et navigation et organisation) et « à travers » des objets médiatiques sur les perspectives technique, informationnelle et sociale.
La transversalité s’opère dans trois domaines : la pensée critique, le traitement automatique de l'information et le traitement automatique des relations sociales. 